# Isaac Albéniz
Isaac Manuel Francisco Albéniz (Camprodon, 29 maggio 1860 – Cambo-les-Bains, 18 maggio 1909) è stato un compositore e pianista spagnolo, considerato fra i maggiori esponenti della sua scuola nazionale.

## Biografia
Albéniz nacque nel 1860 a Camprodon nella provincia catalana di Girona in Spagna. La famiglia paterna era originaria della provincia di Álava, nel Paese basco, mentre quella materna era catalana, di Figueras.
Albéniz fu un bambino prodigio. Nel 1864, a soli quattro anni, debuttò al pianoforte al teatro Romea di Barcellona. Dopo lezioni private da Antoine François Marmontel a Parigi, dove continuava a esibirsi, nel 1867 sostenne e superò l'esame di ammissione al conservatorio della capitale francese. La sua iscrizione ufficiale però fu rifiutata per la troppo giovane età e Albéniz ottenne di essere ammesso al Conservatorio Reale di Madrid, ma anche qui non si trovò a suo agio. Era un allievo ribelle, eccentrico e intollerante alle bigotterie accademiche di alcuni suoi insegnanti, in particolare nell'affinamento della tecnica pianistica. Dopo aver litigato in toni pesanti con il suo maestro, Albéniz lo maledisse, e decise di non mettere mai più piede in un Conservatorio, proseguendo la sua formazione da autodidatta.
Il giovane Albéniz era un indisciplinato. Fuggì di casa rimanendo via per più di un mese, fuga probabilmente mitizzata dalle biografie, sostenendo che egli si sia addirittura imbarcato per Porto Rico pagandosi il viaggio con i concerti. Qui sarebbe stato rintracciato dal padre Ángel, ispettore doganale appena trasferito a Cuba, ottenendo poi il permesso di proseguire. Non è implausibile che l'allora tredicenne musicista abbia avviato il suo tour nelle Americhe proprio al seguito del genitore.
Ad ogni modo, il giovane Isaac intorno al 1875 tenne concerti negli Stati Uniti, a Londra e a Lipsia, per essere poi ammesso al conservatorio di quest'ultima città, dove rimase però soltanto due mesi. Di qui si trasferì  al conservatorio di Bruxelles, dove studiò con François-Auguste Gevaert e dove confermò la pessima fama del suo carattere. Divenne infine allievo di Liszt a Budapest, Weimar e Roma.
Si calmò, di colpo e definitivamente, sposando nel 1883 l'allieva Rosina Jordana. Nel frattempo aveva fatto la conoscenza di Felipe Pedrell, il fondatore della scuola musicale nazionale spagnola, che lo esortò a sviluppare il patrimonio musicale nazionale, che Albéniz avrebbe poi calato nelle sue celebri suite.
Dopo un periodo di vita familiare a Madrid, fu di nuovo a Parigi e a Londra, dove visse dal 1889, stabilendo in Francia (1893) la residenza principale. A Parigi strinse amicizia con Chausson, Debussy, Dukas, Fauré e insegnò pianoforte alla Schola cantorum.
Nel 1900, mentre iniziava a soffrire di disturbi renali, tornò a comporre per il pianoforte. L'opera considerata il suo capolavoro, la suite Iberia, risale appunto agli ultimi anni, dal 1905 in poi. Morì, non ancora quarantanovenne, a Cambo-les-Bains il 18 maggio 1909, di nefrite cronica o Malattia di Bright. Fu sepolto al Cementiri del Sudoest di Barcellona.

## Caratteri dell'opera di Albéniz
Erede del virtuosismo lisztiano, conoscitore delle nuove tendenze musicali francesi (aveva studiato e vissuto a Parigi), Albéniz realizza, con de Falla, Turina e Granados (ciascuno a suo modo, sulla scia di Pedrell) la definitiva emancipazione della scuola spagnola dai modelli stranieri. Celebre è la sua produzione per pianoforte, con la Suite española op. 47, España, Recuerdos de viaje e Iberia.
Celebre è il quinto brano della Suite española, Asturias (Leyenda), anche e soprattutto nella trascrizione per chitarra di Andrés Segovia. Molti altri brani di Albéniz si prestarono alla trascrizione per questo strumento.